# Sejemjet
Sejemjet - Dyeser Teti fue el tercer faraón de la dinastía III del Imperio Antiguo de Egipto ca. 2663 - 2658 a. C.

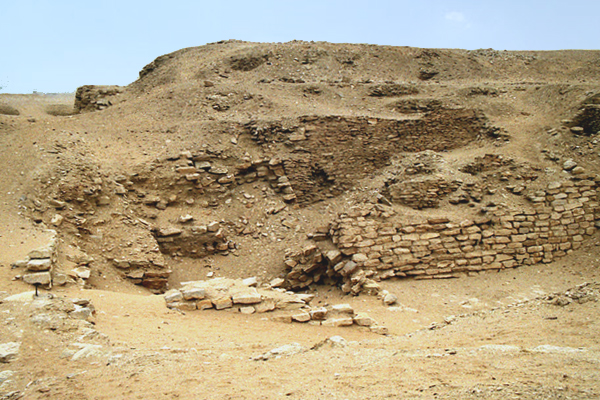
Restos de la pirámide de Sejemjet en Saqqara.

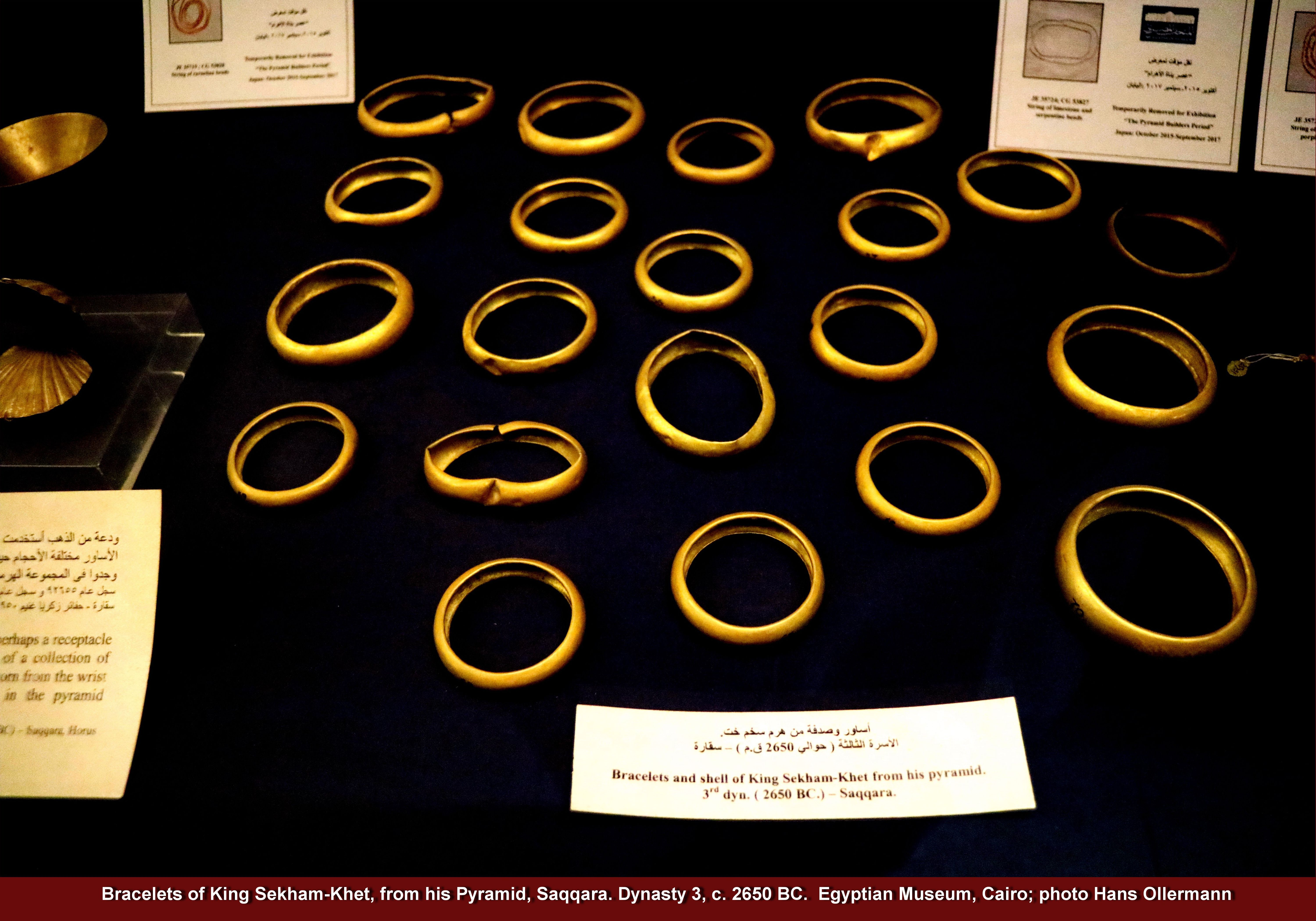
Un tesoro de 21 pulseras de oro y un recipiente con forma de concha encontrados en la tumba piramidal de Sekhemkhet y expuestos en el Museo Egipcio.

Manetón comenta que Tyreis, según Sexto Julio Africano, reinó siete años. 
Se le cita en el Canon de Turín como Dyeserty, reinando seis años. 
En la Lista Real de Abidos figura como Teti y en la Lista Real de Saqqara como Dyeser Teti.

## Testimonios de su época

### Construcciones
Como su predecesor, Dyeser, Sejemjet inició la construcción de una pirámide escalonada en Saqqara, pero solo las gradas más bajas estaban terminadas en el momento de su muerte. Algunos egiptólogos creen que la pirámide de Sejemjet habría sido más grande que la de Dyeser si se hubiera terminado. Los subterráneos de la pirámide se componen de 132 almacenes; en la cámara sepulcral se encontró un sarcófago monolítico de alabastro vacío. Hoy el lugar esta en gran parte bajo las arenas del desierto.

### Relieves
En Uadi Maghara se encuentra un relieve del Sejemjet, escenificando al faraón golpeando a un enemigo.

### Objetos en elMuseo Petrie
- Vasija de diorita (UC15800)
- Impresión de sello (UC11755)

## Titulatura
| Titulatura | Jeroglífico | Transliteración (transcripción) - traducción - (referencias) |

| G5 |

| G5 |

| S29 | S42 | X |

| S29 | S42 | X |

| S29 | S42 | X |

| S29 | S42 | X |

| G5 |

| G5 |

| S29 | S42 | X |

| S29 | S42 | X |

| S29 | S42 | X |

| S29 | S42 | X |

| t · t | i |

| t · t | i |

| t · t | i |

| t · t | i |

| t · t | i |

| t · t | i |

| t · t | i |

| t · t | i |

| t · t | i |

| t · t | i |

| t · t | i |

| t · t | i |

| t · t | i |

| t · t | i |

| t · t | i |

| t · t | i |

| D45 | t · t | i |

| D45 | t · t | i |

| D45 | t · t | i |

| D45 | t · t | i |

| D45 | t · t | i |

| D45 | t · t | i |

| D45 | t · t | i |

| D45 | t · t | i |

| D45 | t · t | i |

| D45 | t · t | i |

| D45 | t · t | i |

| D45 | t · t | i |

| D45 | t · t | i |

| D45 | t · t | i |

| D45 | t · t | i |

| D45 | t · t | i |

| D45 · r | t · Z4 | G7 |

| D45 · r | t · Z4 | G7 |

| D45 · r | t · Z4 | G7 |

| D45 · r | t · Z4 | G7 |

| D45 · r | t · Z4 | G7 |

| D45 · r | t · Z4 | G7 |

| D45 · r | t · Z4 | G7 |

| D45 · r | t · Z4 | G7 |

| D45 · r | t · Z4 | G7 |

| D45 · r | t · Z4 | G7 |

| D45 · r | t · Z4 | G7 |

| D45 · r | t · Z4 | G7 |

| D45 · r | t · Z4 | G7 |

| D45 · r | t · Z4 | G7 |

| D45 · r | t · Z4 | G7 |

| D45 · r | t · Z4 | G7 |

| D45 · r | i | t · t |

| D45 · r | i | t · t |

| D45 · r | i | t · t |

| D45 · r | i | t · t |

| D45 · r | i | t · t |

| D45 · r | i | t · t |

| D45 · r | i | t · t |

| D45 · r | i | t · t |

| D45 · r | i | t · t |

| D45 · r | i | t · t |

| D45 · r | i | t · t |

| D45 · r | i | t · t |

| D45 · r | i | t · t |

| D45 · r | i | t · t |

| D45 · r | i | t · t |

| D45 · r | i | t · t |

| i | t · t | i |

| i | t · t | i |

| i | t · t | i |

| i | t · t | i |

| i | t · t | i |

| i | t · t | i |

| i | t · t | i |

| i | t · t | i |

| i | t · t | i |

| i | t · t | i |

| i | t · t | i |

| i | t · t | i |

| i | t · t | i |

| i | t · t | i |

| i | t · t | i |

| i | t · t | i |